# Крючков, Фёдор Антонович
Фёдор Антонович Крючков (6 июня 1913, Бибиково, Рязанская губерния — 6 января 1944, Тетиевский район, Киевская область) — красноармеец Рабоче-крестьянской Красной Армии, участник Великой Отечественной войны, Герой Советского Союза (1944).

## Биография
Фёдор Крючков родился 6 июня 1913 года в деревне Бибиково (ныне — Данковский район Липецкой области). После окончания начальной школы работал в посёлке Красная Пахра, прошёл путь от грузчика до заведующего магазином. В начале 1943 года Крючков был призван на службу в Рабоче-крестьянскую Красную Армию. С августа того же года — на фронтах Великой Отечественной войны. К сентябрю 1943 года красноармеец Фёдор Крючков был наводчиком станкового пулемёта 659-го стрелкового полка 155-й стрелковой дивизии 27-й армии Воронежского фронта. Отличился во время битвы за Днепр.
В сентябре 1943 года, не дожидаясь, пока наведут переправу, расчёт Крючкова переправился через Днепр в районе деревни Григоровка Каневского района Черкасской области Украинской ССР и принял активное участие в боях за захват и удержание плацдарма на его западном берегу. Несмотря на массированный вражеский обстрел советских позиций, постоянно меняя дислокацию, Крючков, несмотря на полученное ранение, продолжал сражаться. 12 октября Крючков успешно поддерживал огнём своего пулемёта действия пехоты. 6 января 1944 года он погиб в бою на территории Киевской области. Похоронен в селе Осичная Ильинецкого района Винницкой области Украины.
Указом Президиума Верховного Совета СССР от 10 января 1944 года за «образцовое выполнение боевых заданий командования при форсировании Днепра и проявленные при этом отвагу и геройство» красноармеец Фёдор Крючков посмертно был удостоен высокого звания Героя Советского Союза. Также был награждён орденом Ленина и двумя медалями «За отвагу».
В честь Крючкова названы улицы в Тетиеве и Подольске.